# Pavel Mayer

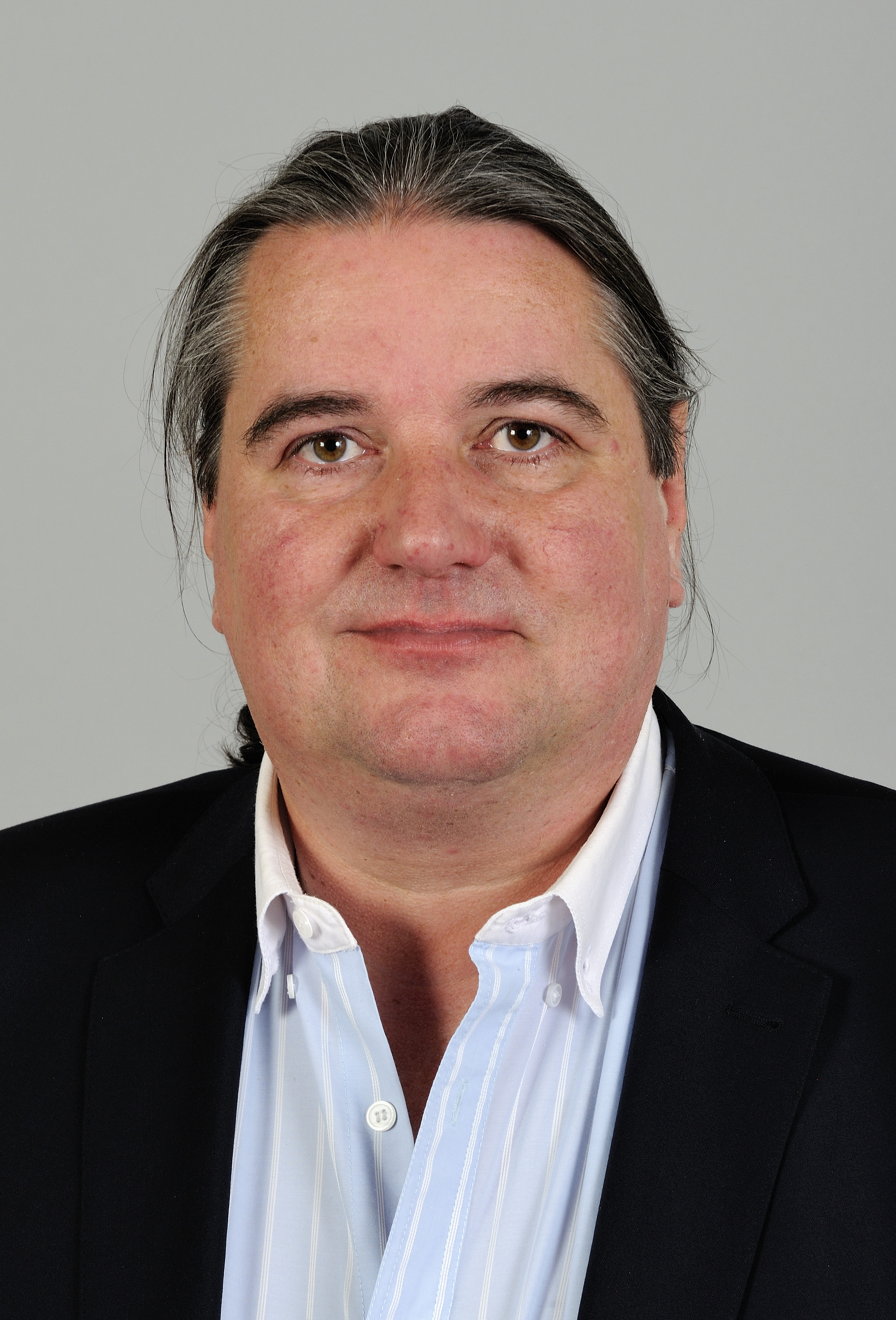
Pavel Mayer (2013).

Pavel Mayer (* 23. März 1965 in Prag) ist ein deutscher Politiker und ehemaliges Mitglied der Piratenpartei. Er war Mitglied im Abgeordnetenhaus von Berlin und wirtschaftspolitischer Sprecher der Piratenfraktion sowie Mitglied im Verfassungsschutzausschuss und der G10-Kommission des Landes Berlin.
Mayer wurde in Prag geboren und kam 1968 mit seinen Eltern in die Bundesrepublik Deutschland. Sein Abitur machte er am Geschwister-Scholl-Gymnasium in Lüdenscheid. Er war dort für kurze Zeit Mitglied der SPD, studierte drei Jahre Informatik in Braunschweig und arbeitete als Hard- und Softwareentwickler. Er lebt seit 1990 in Berlin. Er ist einer der Mitgründer der Datango AG und der ART+COM AG und war wesentlich für die technische Umsetzung des Terravision-Projekts zuständig. Er ist seit 2011 Geschäftsführer und Mehrheitsgesellschafter der Hoccer GmbH, die aus der ART+COM AG hervorgegangen war.
2009 trat er in die Piratenpartei ein, wurde im Landesverband Berlin seit 2010 als Beisitzer im Vorstand mit den Aufgaben eines Generalsekretärs betraut. Am 18. September 2011 bei der Wahl zum Abgeordnetenhaus von Berlin 2011 wurde Pavel Mayer auf Platz 3 der Landesliste der Piratenpartei in das Abgeordnetenhaus von Berlin gewählt. Parallel trat er auch als Direktkandidat für den Wahlkreis Pankow 9 an. Drei Angestellte seiner Firma wurden mit ihm für die Piraten in das Abgeordnetenhaus gewählt. Er verließ 2015 die Partei und schied 2016 aus dem Parlament aus.
Mayer ist verheiratet und Vater einer Tochter.
Seit März 2020 ist Mayer Teil der Podcast-Reihe UKW („Unsere kleine Welt“) von Tim Pritlove, welcher aktuelle politische als auch gesellschaftliche Geschehnisse und Diskurse behandelt. Dort war Mayer bis März 2022 im Format „Corona Weekly“ zu hören, seit Februar 2022 beschäftigt sich der Podcast mit dem Krieg in der Ukraine.